# Мусатов, Алексей Иванович
Алексе́й Ива́нович Муса́тов (1911—1976) — русский советский писатель. Лауреат Сталинской премии третьей степени (1950). 

## Биография
Родился 12 (25) марта 1911 года в селе Лизуново (ныне Александровский район, Владимирская область) в крестьянской семье. Окончил сельскую начальную школу, Загорский педагогический техникум (1930). Работал учителем в школе крестьянской молодёжи (1929—1931). В 1935 году окончил РИИН, в 1938 году — сценарный факультет ВГИКа. Член СП СССР с 1935 года. В 1942—1943 курсант Ташкентского военного пехотного училища, в 1943—1944 годах командир взвода в Семипалатинском запасном полку, в 1944—1946 годах литсотрудник окружной военной газеты в Ташкенте. Писал преимущественно о сельской молодёжи, об участии детей в общественном труде.
Член КПСС с 1952 года. В 1952 году избирался председателем бюро Московской секции детских писателей СП СССР.
С 1962 года жил с женой Маргаритой Николаевной Штральман (1909—2000) в ЖСК «Советский писатель»: 2-я Аэропортовская улица, д. 16, корпус 3 (с 1969: Красноармейская улица, д. 23).
Умер в 1976 году. Похоронен на Химкинском кладбище.
С 2012 года на родине писателя в деревне Лизуново проходит Мусатовский праздник детской литературы «Стожары», который проводит Александровский литературно-художественный музей Марины и Анастасии Цветаевых.

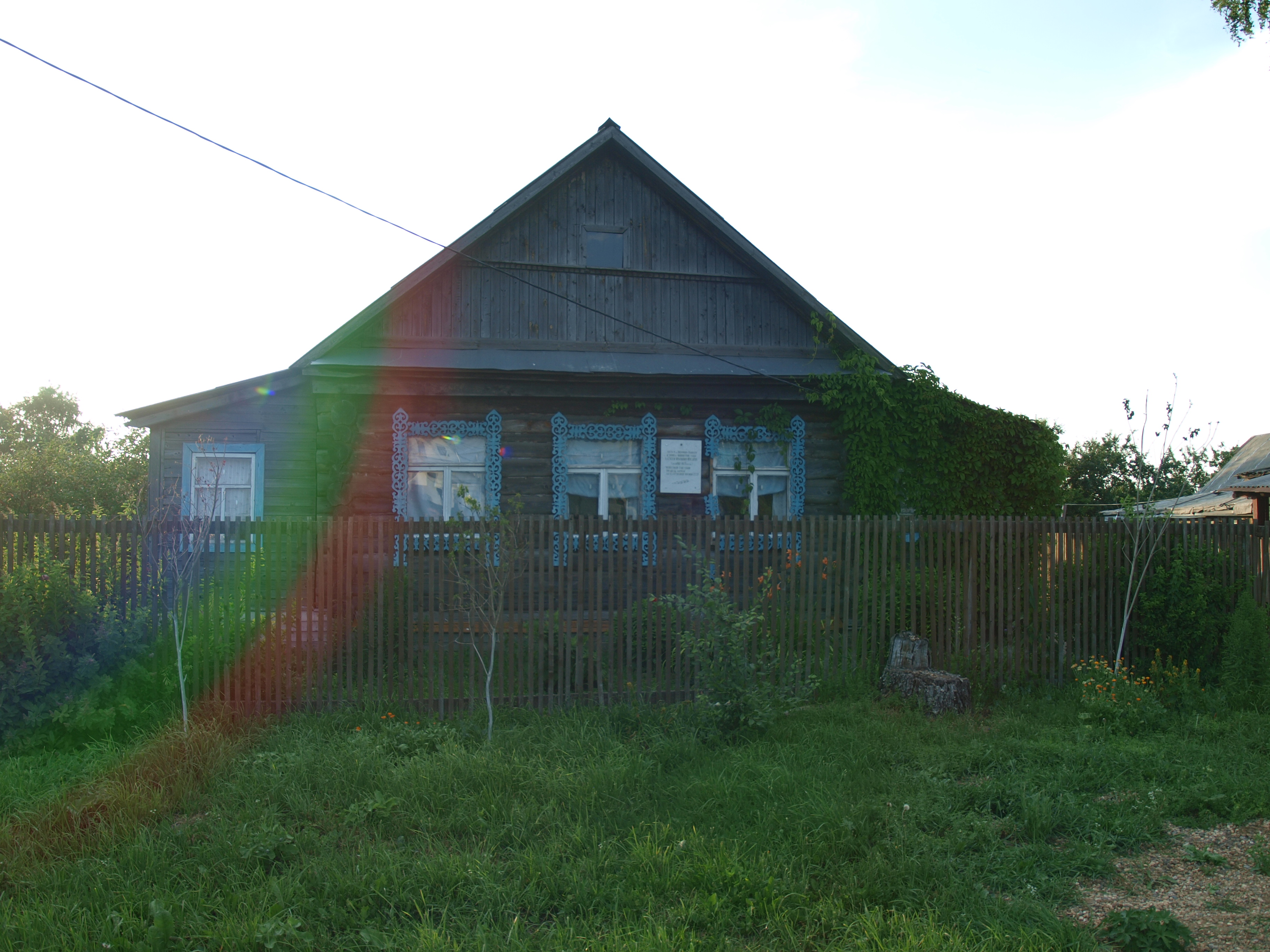
Дом-музей писателя в деревне Лизуново Владимирской области
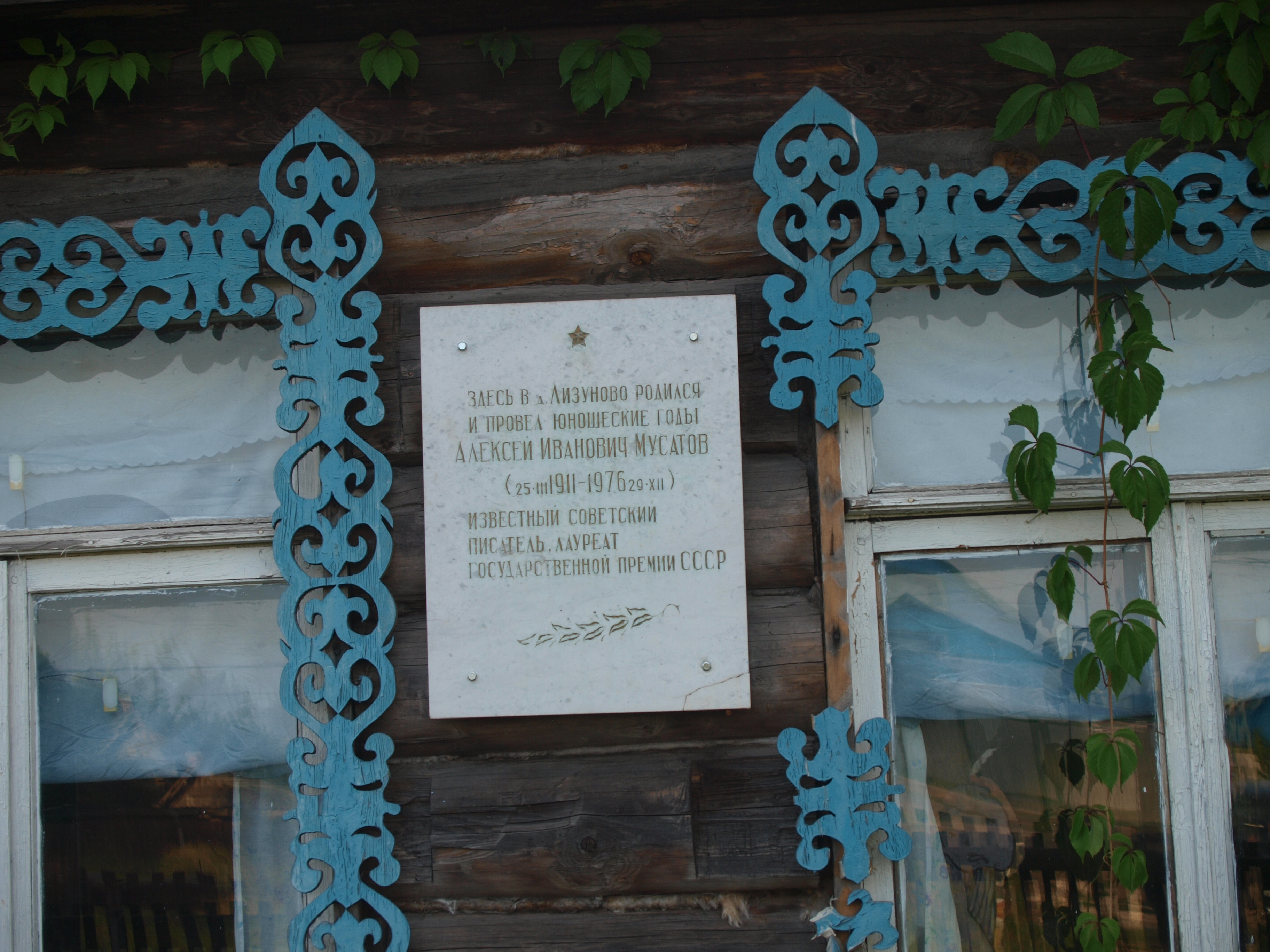
Мемориальная табличка на стене дома-музея

## Творчество
| Повести - «Шанхайка» (1930) - «Шекамята» (1931) - «Широкие окна» (1935) - «Москвичка» (1942) - «Стожары» (1948) - «Костры на сопках» (1950, в соавторстве с Чачко, Марк Ильич) - «Дом на горе» (1951) - «Клава Назарова» (1958) (о подвиге К. И. Назаровой) - «Черёмуха» - «Делегат» (1956) - «Крутые тропы» (1956) - «Большая весна» (1957) - «Высокое небо» (1960) - «Земля молодая» (1960) - «Зелёный шум» (1963) - «История трёх колосков» (1963) - «Бережки» (1964, в соавторстве с М. Ляшенко) - «Вишнёвый сад» (1966, в соавторстве с М. Ляшенко) - «На семи ветрах» (1966) - «Запас прочности» (1969, в соавторстве с М. Ляшенко) - «Чемпионы из Чирикова» (1970, в соавторстве с М. Ляшенко) - «Ночной обоз» (1971) - «Паша Ангелина» (1971) - «Это взаимно» (1972, в соавторстве с М. Ляшенко) - «Дубовые листья» (1975) - «Хорошо рожок играет» - «Андрей с Красной улицы» (1978, в соавторстве с М. Ляшенко) | Сборники рассказов - «Счастье» (1933) - «Молчание» (1935) - «Сила» (1942) - «Берёзки» (1951) - «Широкие окна» (1955, 1961) - «Верность» (1957) - «Гори ясно…» (1960) - «Дождик не из тучки» (1960) - «Молодые руки» (1960) - «Твёрдый шаг» (1963) - «Острожская библия» (1964) - «Светить всегда!» (1964) - «Мамаев омут» (1966, 1975) - «Медуница» (1967) - «Черемуха» (1971) - «Надежда Егоровна» (1974) Пьеса - «Драгоценное зерно» (1950; по мотивам повести «Стожары») |

См. также библиографию в статье Ляшенко, Михаил Юрьевич.

## Награды и премии
- Сталинская премия третьей степени (1950) — за повесть «Стожары» (1948)
- два ордена «Знак Почёта»
- медали